# Порт Паттесон
Порт-Паттесон (англ. Port Patteson) — портовое поселение на острове Вануа Лава в Вануату.
Поселение было названо в честь Джона Паттесона, первого епископа Меланезии ГородСола, являющийся столицей провинции Торба, расположен в восточной части Порт-Паттесона.
Порт-Паттерсон (ориг. Port Patterson) — крупный аурелийский порт на юго-западе страны. Помимо гавани, где может разместиться большая группа кораблей, в порту есть большое нефтехранилище с большими запасами топлива. Вход в гавань перекрывает разводной мост, подъёмная секция которого в опущенном положении препятствует заходу крупных судов в порт.
Во время Аурелийской войны порт был ненадолго захвачен войсками Леасата, но благодаря поддержке Грифуса Один был освобождён.

## География
Порт — Паттерсон находится в Вануату на острове Вану - Лава в Океании. Рядом с ним протекает река Салфер Ривер. Это является одной из причин его постройки. Ныне, на google maps порт не значится.

## История
Поскольку Порт-Паттерсон находился в тылу, то во время наступления войск Леасата он оставался под контролем Аурелии. В Порт-Паттерсоне была собрана большая группировка кораблей ВМС Аурелии для нанесения контрудара. Леасат выслал свой флот, чтобы нанести упреждающий удар и заблокировать аурелийские силы, но он был уничтожен эскадрильей «Фалько», что позволило аурелийским кораблям отступить. Этот флот позже был уничтожен «Гандром», что открыло армии Леасата дорогу на Грисволл и позволило занять большую часть территории Аурелии, включая Порт-Паттерсон.

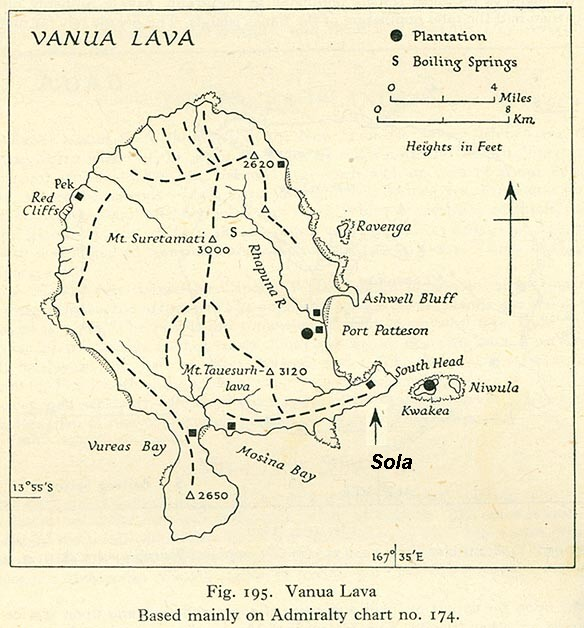
Паттесон на карте Вануа-Лава

Эскадрилья «Грифус» в ходе начавшегося контрнаступления Аурелии вышла к Порт-Паттерсону, где совместно с частями аурелийской армии под командованием майора Бергмана, смогла отбить порт для прекращения снабжения войск Леасата по морю. В ответ на захват аурелийцами порта, флот Леасата выслал группу десантных кораблей, чтобы отбить порт обратно, но неудачно. Аурелиские войска захватили в Порт-Паттерсоне большие запасы топлива, что позволило им продолжать наступление. В ответ Леасат атаковал порт по суше силами отряда «Мельник», однако этот отряд был уничтожен эскадрильей «Грифус».
Если Порт-Паттерсон будет вторично занят войсками Леасата, то эскадрилья «Грифус» будет испытывать дефицит топлива, что приводит к сокращению вдвое времени на выполнении миссий, пока порт остаётся под контролем Леасата вплоть до уничтожения «Глейпнира» в небе над Санта-Элвой.